# Лентьево (Вологодская область)
Лентьево — деревня в Устюженском районе Вологодской области. Административный центр Лентьевского сельского поселения.
С точки зрения административно-территориального деления — центр Лентьевского сельсовета.
Расположена при впадении реки Чагодоща в Мологу. Расстояние по автодороге до районного центра Устюжны — 22 км. Ближайшие населённые пункты — Громошиха, Шелохачь, имени Желябова.
Население по данным переписи 2002 года — 444 человека (202 мужчины, 242 женщины). Преобладающая национальность — русские (96 %).